# Estación de Nantes
La estación de Nantes es la principal estación de viajeros de la aglomeración nantesa. Esta estación de paso se sitúa en las líneas : 
- TGV Atlantique : Paris-Montparnasse - Le Mans - Angers - Nantes - Saint-Nazaire - Le Croisic
- Tours - Le Croisic

La estación actual sustituye a la antigua estación de Nantes - Orleans, de la compañía París-Orleans, en oposición con la estación del Estado, terminus de Nantes de la red del Estado.

## Historia de la estación

### La estación de Orleans
Antigua estación central de Nantes, la estación de Orleans se construye en el lugar denominado « Prairie de mauves », al oeste de la actual estación. 
Se inaugura en 1853, dos años después de la llegada de los primeros trenes de la Compañía de los ferrocarriles de Orleans. Es entonces un término de línea que viene de París. Se constituye de una nave cerrada por un frontispicio occidental, superado por tres esculturas de Amadeo Ménard representando la alianza de Nantes con el Loira y el Océano Atlántico. La estación linda con otra estación, la de Pequeño Anjou, línea local hacia Angers y Cholet.
El mismo año de su inauguración, la línea se prolonga hacia la nueva Estación de Chantenay (inaugurada en 1857 y construida al sur de municipio del mismo nombre) por un tramo de 4,7 km, sirviendo al paso estación de la Bolsa (situada en el centro a la altura del quai de la Fosse) y la estación marítima (que sirve al transporte de  mercancías y cargas del puerto).
Esta nueva sección utiliza entonces los muelles y requiere la  adaptación de veintitrés pasos a nivel para cruzar las vías, representando entonces un peligro constante para los viandantes. Esta situación se vuelve pronto intolerable y se proponen algunos proyectos para suprimir todos los obstáculos: así se prevé la construcción de un viaducto aéreo a partir de 1899, proyecto finalmente abandonado en 1933.
Los trabajos de relleno de los brazos del Loira y del Erdre, da entonces la ocasión de desviar la línea sobre la influencia del antiguo brazo del Hospital en 1941. Esta nueva sección se oculta más tarde en una tolva cubierta, cavada en el antiguo lecho del río, estos trabajos finalizan en 1955.
Severamente dañada por los bombardeos de Segunda Guerra Mundial, se desmonta progresivamente la estación a partir de 1949 (su vidriera se desmonta por razón de seguridad este año).

Sin embargo, la reestructuración de la red SNCF, implica la centralización del tráfico “viajeros” sobre la estación de Orleans a costa de la estación del Estado que no guarda más que una actividad de “carga”.
La construcción de una nueva estación se hace una necesidad.

### La estación Norte

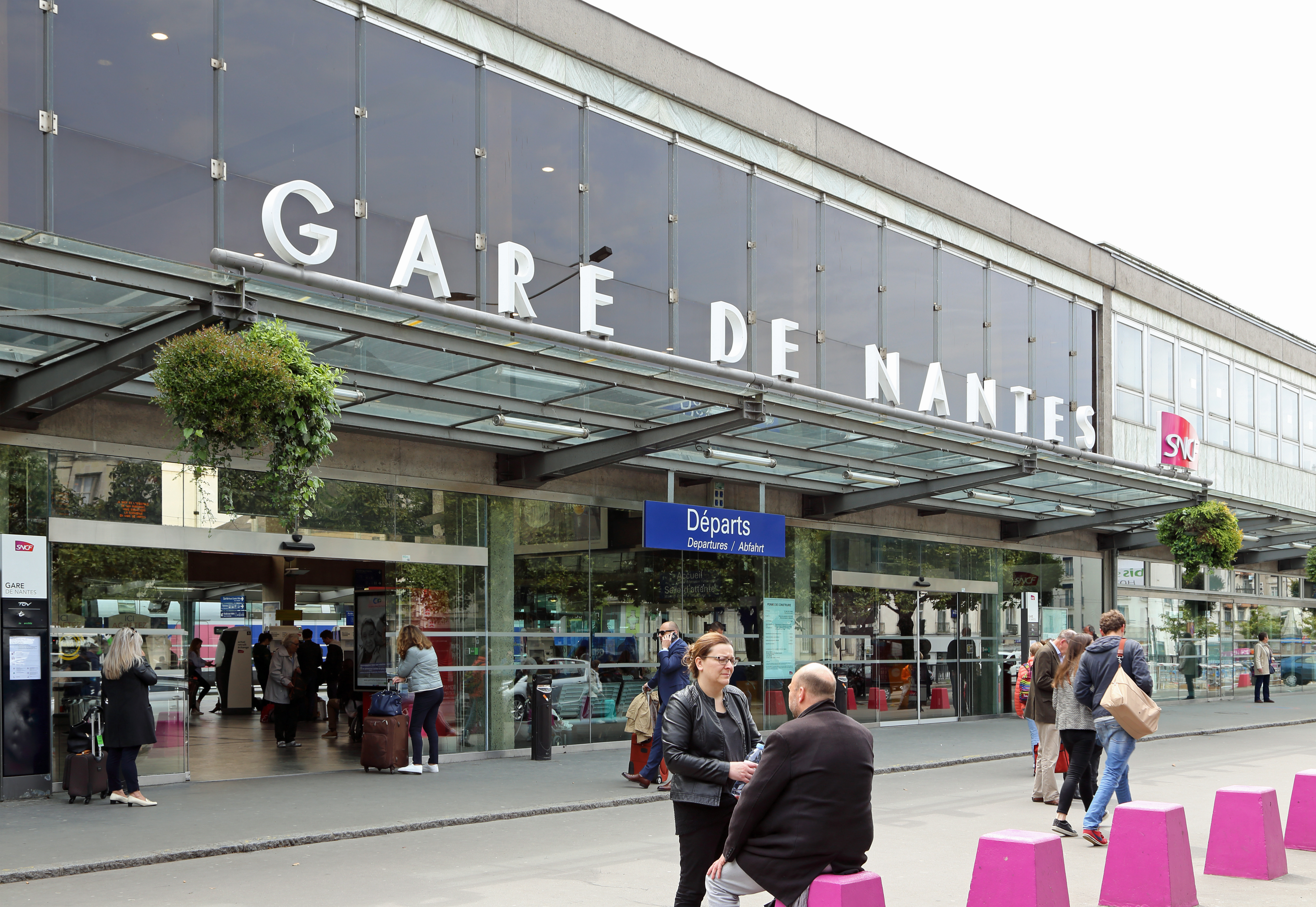
La entrada de la estación Norte

Es la parte más antigua de los edificios actuales. Esta se construye un poco más al este del emplazamiento de la antigua estación de Nantes - Orleans. Los primeros golpes de piqueta se dan en 1965, para una puesta en servicio tres años más tarde.
La estación septentrional se hace de nuevo, con el objetivo de una renovación total en el marco de una reestructuración, para la recepción en Nantes de partidos para la Copa del mundo de fútbol de 1998.
El edificio se constituye de un extenso vestíbulo inicial y de un pequeño vestíbulo de llegada, separados por una fábrica de cerveza e instalaciones sanitarias. Junto al vestíbulo inicial se ha arreglado una gran cabina donde se puede obtener información y fácilmente tomar sus billetes. .

### La estación Sur

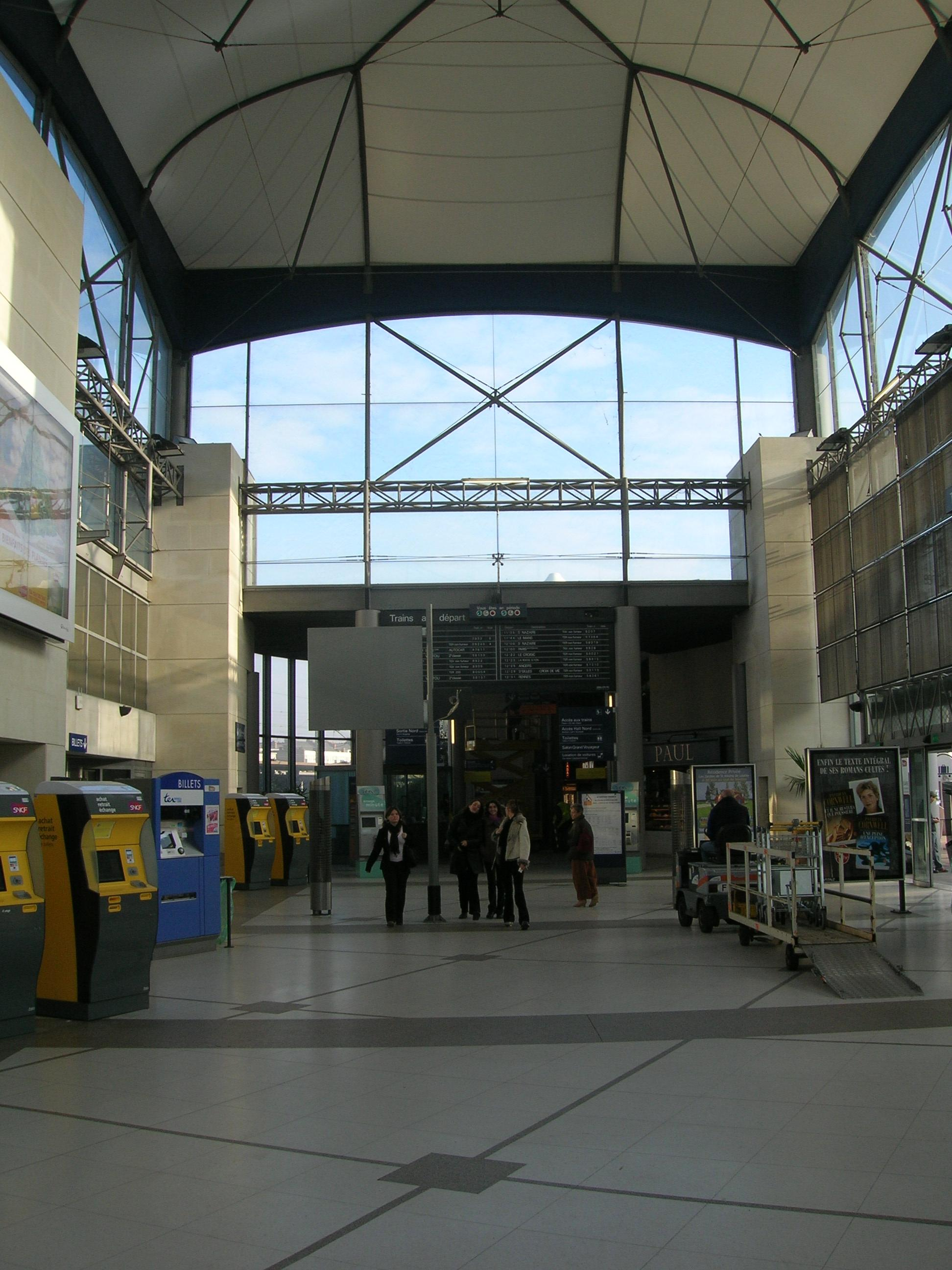
El interior del vestíbulo de la gare sud.

La estación fue inaugurada en 1989 con la llegada del TAV a la “ciudad de los duques”.
Más moderno que el edificio Norte, la parte sureste compuesta de un gran vestíbulo esmaltado rematado de un capitel azul y blanco. En el interior, se encuentran varias ventanillas, un quiosco de tabaco y prensa, un salón de té y una cafetería. El vestíbulo da también acceso directamente al hotel Mercure.
Las dos estaciones están conectadas entre sí por dos pasos subterráneos. El acceso a las vías 1,52,53 y 54 se hace directamente por la estación Norte, sin tener que utilizar el túnel.
Por el contrario no hay ningún acceso directo a ninguna vía por la estación Sur.  
El acceso a las vías desde los túneles se efectúa por escaleras, rampas suaves, o ascensores.

## Equipamientos
La estación de Nantes dispone de 9 vías al muelle y 3 vías en callejón sin salida de la parte del Norte (52, 53 y 54). Los trabajos en curso permitirán sin embargo a la estación dotarse a partir de junio de 2008, con 2 nuevas vías (10 y 11). 
De la parte del oeste en dirección de Quimper y Saint-Nazaire, se accede a la línea muy rápidamente en trinchera cubierta construida en un antiguo brazo de Loira, después en el túnel de Chantenay. Antes de la construcción de estas obras, la línea cruzaba la ciudad a nivel sobre los muelles del río, en condiciones difíciles para la seguridad de los residentes y para la explotación ferroviaria (tiempo importante necesario para la travesía a baja velocidad de Nantes).
Al este, a partir de la salida de la estación, bifurcaciones separan las vías dirigiéndose al este (línea hacia Angers y París), al sureste (Burdeos) y hacia el suroeste (“líneas del Sur-Loira” hacia Pornic y Saint-Gilles-Croix-de-Vie).
En estas bifurcaciones, la antigua línea de red del Estado corta la línea principal. La antigua conexión de la parte de la estación de Nantes, inhabilitada, deberá ser reconstruida para permitir la circulación de tranvía-tren previsto entre Nantes y Nort-sur-Erdre para el 2010, luego hacia Châteaubriant con el horizonte del 2013.

## Cine
- Mercredi folle journée de Pascal Thomas en 2000.

## Códigos de las estaciones
- Code SNCF : NS
- Code AITA : QJZ